# Marguerite et Marius Bouchard
Marius et Marguerite Bouchard, nés dans les années 1890 et morts à l’âge de 77 ans et de 83 ans sont des agriculteurs gersois. Ils habitent la petite commune de Lombez dans le Gers département de la région Occitanie avec leurs 6 enfants lorsqu'ils rencontrent la famille Alter-Schiffman. 

## Histoire

### Le couple

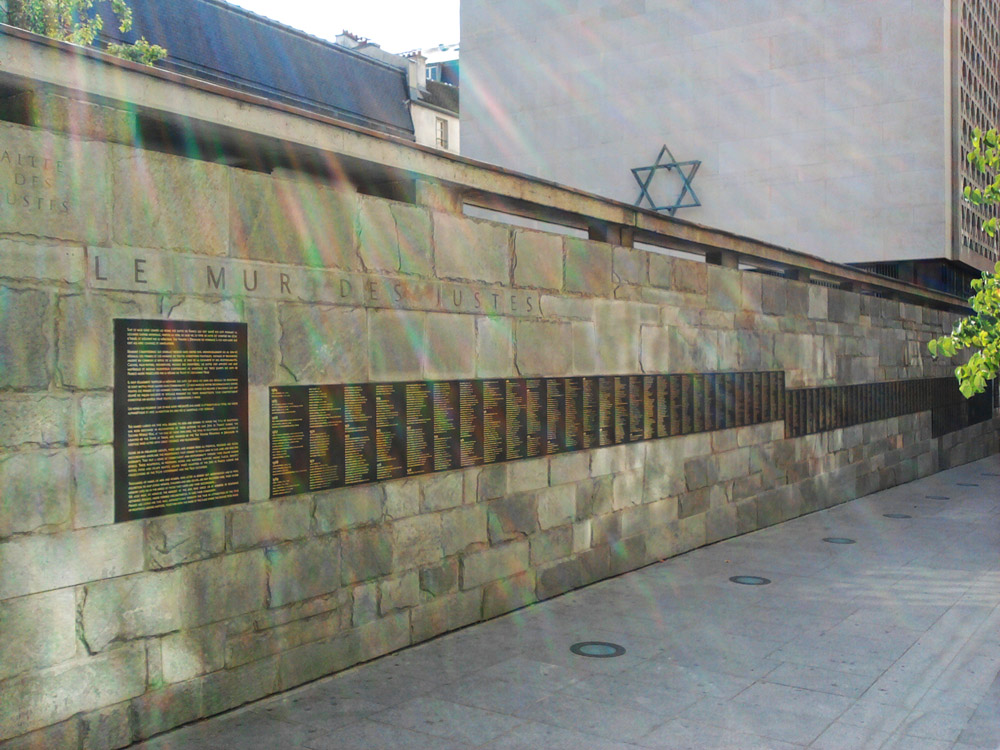
Allée des Justes à Paris dans laquelle sont inscrits les noms de Marguerite et Marius Bouchard.

Marius et Marguerite Bouchard et leur famille composée de cinq garçons et d'une fille, leur cadette âgée d'environ 17 ans travaillent et résident à Lombez dans le Gers. Marius est conseiller municipal et métayer chez les Morvan.  

### Les personnes sauvées
Henri et Fernand Alter et leur famille, originaires des Ardennes sont venus se réfugier à Toulouse sous la pression nazie. Les deux frères sont des marchands ambulants, ils tiennent un étal de vêtement et sillonnent les marchés de la région. Très vite, la famille Bouchard, composée de plusieurs garçons, devient une cliente régulière des deux frères. Alors que les rafles se succèdent à Toulouse et sentant leur famille en danger, les frères Alter demandent asile à Marguerite et Marius Bouchard un lundi au marché de Samatan. Le couple possédant une maison libre sur leur propriété leur offrent à titre gracieux la liberté d'y résider le temps qu'il serait nécessaire. Le jugement des frères Alter se révèle en effet fondé, la nuit même alors qu'ils sont chez les Bouchard, Toulouse est bombardé. Le lendemain, ils font venir le reste de leur famille, leurs épouses, enfants et neveux. Leur protection réside donc dans la discrétion. Henri et Fernand Alter continuent tout de même leur activité professionnelle. Le risque est bien réel puisque les Allemands occupent le village de Lombez, et lorsque le danger se fait imminent, tous les membres de la famille se cachent par précaution dans les champs. La famille Bouchard ne sera pas dénoncée, et les Alter pourront rester chez eux jusqu'à la Libération, ainsi protégés de l'antisémitisme nazi.   

## Reconnaissance
Marguerite et Marius Bouchard ont été reconnus « Justes parmi les nations » le 15 janvier 2004 par le mémorial de Yad Vashem à titre posthume. Leur fille Yvette Montamat étant l'ayant droit du couple, a par conséquent reçu le diplôme d’honneur ainsi qu’une médaille gravée d’une inscription honorant la bonté et le courage de leurs actes « Quiconque sauve une vie sauve un univers tout entier ». Ce titre de reconnaissance constitue la plus haute distinction civile de l’Etat d’Israël. 
Ce couple ayant sauvé des juifs, trouve son nom inscrit sur les murs dans les allées du jardin des Justes à Jérusalem ainsi que sur le mur de l'allée des Justes de Paris située non loin du mémorial de la Shoah dans le quatrième arrondissement entre la rue Geoffroy-l'Asnier et la rue du Pont-Louis-Philippe.